# Cyphocharax gillii
Cyphocharax gillii és una espècie de peix de la família dels curimàtids i de l'ordre dels caraciformes.

## Morfologia
- Els mascles poden assolir 8,8 cm de llargària total.[5]

## Hàbitat
Viu en zones de clima tropical entre 20 °C - 28 °C de temperatura.

## Distribució geogràfica
Es troba a Sud-amèrica: conca del riu Paraguai al Brasil i el Paraguai.

## Costums
Forma moles de fins a 30 individus.